# Strade Bianche femenina 2020
La 6.ª edición de la Strade Bianche femenina  fue una carrera en Italia que se celebró el 1 de agosto de 2020 en la ciudad de Siena, Italia.
Debido a la epidemia de coronavirus en el mundo, donde Italia había confirmado más de 4000 casos de la enfermedad en su territorio, la carrera fue suspendida y no se disputó en la fecha prevista.
La carrera formó parte del UCI WorldTour Femenino 2020, calendario ciclístico de máximo nivel mundial, como competencia de categoría 1.WWT donde fue la segunda carrera de dicho circuito. La vencedora fue la neerlandesa Annemiek van Vleuten del Mitchelton Scott. Completaron el podio, como segunda y tercera clasificada respectivamente, la española Mavi García del Alé BTC Ljubljana y la estadounidense Leah Thomas del Paule Ka.

## Recorrido
La carrera inició y terminó en la ciudad de Siena con un recorrido realizado en su totalidad en el sur de la provincia de Siena, en la Toscana. La carrera es especialmente conocida por sus caminos de tierra blanca (strade bianche o sterrati).
En total, fueron sido 31,6 kilómetros los que, divididos en ocho sectores cubiertos de gravilla (sterrati) que representó una distancia realmente llamativa para una carrera disputada sobre una distancia total de 136 kilómetros.
La carrera terminó como en años anteriores en la famosa Piazza del Campo de Siena, después de una estrecha ascensión adoquinada en la Via Santa Caterina, en el corazón de la ciudad medieval, con tramos de hasta el 16% de pendiente.
Sectores de caminos de tierra:
| Número | Nombre                | Ubicación           | Longitud (m) | Categoría     |
| ------ | --------------------- | ------------------- | ------------ | ------------- |
| 1      | Vidritta              | km 17,6 - km 19,7   | 2.100        | *             |
| 2      | Bagnaia               | km 25 - km 30,8     | 5.800        | *             |
| 3      | Radi                  | km 36,9 - km 41,3   | 4.400        | * · * · *     |
| 4      | Str. Comune di Murlo  | km 38,5 - km 44     | 5.500        | *             |
| 5      | San Martino in Grania | km 67,5 - km 77     | 9.500        | * · * · *     |
| 6      | Monteaperti           | km 111,3 - km 112,1 | 800          | *             |
| 7      | Colle Pinzuto         | km 116,6 - km 119   | 2.400        | * · * · * · * |
| 8      | Le Tolfe              | km 123,0 - km 124,1 | 1.100        | * · * · *     |

## Clasificaciones finales
- Las clasificaciones finalizaron de la siguiente forma:[2]

### Clasificación general
| \| Clasificación general \| Clasificación general \| Clasificación general \| Clasificación general \| Clasificación general \| \| Ciclista \| Ciclista \| Equipo \| Tiempo \| \| \| --------------------- \| --------------------- \| ---------------------------------- \| --------------------- \| --------------------- \| \| 1.ª \| Annemiek van Vleuten \| Mitchelton-Scott \| 4 h 03 min 54 s \| \| \| 2.ª \| Mavi García \| Alé BTC Ljubljana \| + 22 s \| \| \| 3.ª \| Leah Thomas \| Paule Ka \| + 1 min 53 s \| \| \| 4.ª \| Anna van der Breggen \| Boels Dolmans \| + 2 min 05 s \| \| \| 5.ª \| Elisa Longo Borghini \| Trek-Segafredo \| + 2 min 11 s \| \| \| 6.ª \| Marianne Vos \| CCC-Liv \| + 2 min 26 s \| \| \| 7.ª \| Cecilie Uttrup Ludwig \| FDJ-Nouvelle Aquitaine-Futuroscope \| + 2 min 40 s \| \| \| 8.ª \| Lisa Brennauer \| Ceratizit-WNT Pro Cycling \| + 3 min 26 s \| \| \| 9.ª \| Karol-Ann Canuel \| Boels Dolmans \| + 4 min 20 s \| \| \| 10.ª \| Marta Bastianelli \| Alé BTC Ljubljana \| + 5 min 20 s \| \| |                       |                                    |                 |
| |                       |                                    |                 |
| Fuente: Cycling Quotient |                       |                                    |                 |
| Clasificación general |                       |                                    |                 |
| Ciclista | Ciclista              | Equipo                             | Tiempo          |
| 1.ª | Annemiek van Vleuten  | Mitchelton-Scott                   | 4 h 03 min 54 s |
| 2.ª | Mavi García           | Alé BTC Ljubljana                  | + 22 s          |
| 3.ª | Leah Thomas           | Paule Ka                           | + 1 min 53 s    |
| 4.ª | Anna van der Breggen  | Boels Dolmans                      | + 2 min 05 s    |
| 5.ª | Elisa Longo Borghini  | Trek-Segafredo                     | + 2 min 11 s    |
| 6.ª | Marianne Vos          | CCC-Liv                            | + 2 min 26 s    |
| 7.ª | Cecilie Uttrup Ludwig | FDJ-Nouvelle Aquitaine-Futuroscope | + 2 min 40 s    |
| 8.ª | Lisa Brennauer        | Ceratizit-WNT Pro Cycling          | + 3 min 26 s    |
| 9.ª | Karol-Ann Canuel      | Boels Dolmans                      | + 4 min 20 s    |
| 10.ª | Marta Bastianelli     | Alé BTC Ljubljana                  | + 5 min 20 s    |

## UCI World Ranking
La Strade Bianche femenina otorgó puntos para el UCI World Ranking Femenino para corredoras de los equipos en las categorías UCI WorldTeam Femenino y Continental Femenino. Las siguientes tablas muestran el baremo de puntuación y las 10 corredoras que obtuvieron más puntos:
| Posición   | 1.ª | 2.ª | 3.ª | 4.ª | 5.ª | 6.ª | 7.ª | 8.ª | 9.ª | 10.ª | 11.ª | 12.ª | 13.ª | 14.ª | 15.ª | 16.ª-20.ª | 21.ª-30.ª | 31.ª-40.ª |
| Puntuación | 400 | 320 | 260 | 220 | 180 | 140 | 120 | 100 | 80  | 68   | 56   | 48   | 40   | 32   | 28   | 24        | 16        | 8         |

| Clasificación |                       |                                    |        |
| Posición      | Ciclista              | Equipo                             | Puntos |
| ------------- | --------------------- | ---------------------------------- | ------ |
| 1.ª           | Annemiek van Vleuten  | Mitchelton Scott                   | 400    |
| 2.ª           | Mavi García           | Alé BTC Ljubljana                  | 320    |
| 3.ª           | Leah Thomas           | Paule Ka                           | 260    |
| 4.ª           | Anna van der Breggen  | Boels-Dolmans                      | 220    |
| 5.ª           | Elisa Longo Borghini  | Trek-Segafredo                     | 180    |
| 6.ª           | Marianne Vos          | CCC-Liv                            | 140    |
| 7.ª           | Cecilie Uttrup Ludwig | FDJ Nouvelle Aquitaine Futuroscope | 120    |
| 8.ª           | Lisa Brennauer        | Ceratizit-WNT                      | 100    |
| 9.ª           | Karol-Ann Canuel      | Boels-Dolmans                      | 80     |
| 10.ª          | Marta Bastianelli     | Alé BTC Ljubljana                  | 68     |